# Nëntor i Ftohtë
Pour plus de détails, voir Fiche technique et Distribution.
Nëntor i Ftohtë (littéralement « novembre froid ») est un film kosovar réalisé par Ismet Sijarina, sorti en 2018.

## Synopsis
Au début des années 90, le gouvernement serbe décide de ne plus reconnaître le parlement du Kosovo. À Pristina, Fadili, archiviste doit choisir entre mettre en danger sa famille et garder son emploi alors qu'un chef serbe est nommé à la tête de son service.

## Fiche technique
- Titre : Nëntor i Ftohtë
- Réalisation : Ismet Sijarina
- Scénario : Arian Krasniqi et Ismet Sijarina
- Musique : Petrit Çarkaxhiu
- Photographie : Sevdije Kastrati
- Montage : Vladimir Pavlovski
- Production : Fatmir Spahiu
- Société de production : Buka Production, AlbaSky Film, Audio Haus, Ikone Studio et Thumbs Up
- Pays :  Kosovo,  Albanie et  Macédoine du Nord
- Genre : Drame
- Durée : 93 minutes
- Date de sortie : 
  -  Espagne : 27 septembre 2018 (festival international du film de Saint-Sébastien)

## Distribution
- Kushtrim Hoxha : Fadil
- Adriana Matoshi : Hana
- Emir Hadzihafizbegovic : Nikola
- Fatmir Spahiu : Arsim
- Gordana Boban : Branka
- May-Linda Kosumovic : Lule
- Irena Aliu : Jelena

## Distinctions
Le film a été présenté dans de nombreux festivals comme le festival international du film de Saint-Sébastien 2018 dans la section « Nouveaux Réalisateurs », le festival GoEast 2019 (en compétition) ou le festival du film de Zurich (où il a remporté le prix du public).